# Jules Monnerot (Soziologe)
 Jules Monnerot (* 28. November 1909 Fort-de-France, Antillen; † 4. Dezember 1995) war ein französischer Philosoph und Soziologe, der sich als radikaler Kritiker des Kommunismus hervortat.

## Leben
Jules Monnerot war der Sohn des gleichnamigen Jules Monnerot (1874–1942). Der Vater war Anwalt, Journalist und Sozialist und einer der Gründer der kommunistischen Bewegung in Martinique. Der Sohn zog nach Paris, um an der Sorbonne zu studieren. Seine wissenschaftlichen Studien waren beeinflusst von Max Weber, Emile Durkheim, Sigmund Freud und C.G. Jung. Er schloss seine Studien mit einer Examensarbeit über den „jungen Karl Marx bis zum Kommunistischen Manifest“. Mit  Georges Bataille, Roger Caillois, Pierre Klossowski und Jean Wahl gründete er 1937 das religionswissenschaftlich inspirierte Collège de Sociologie. Auch der 1936 ins Leben gerufenen Geheimgesellschaft Acéphale gehörte Monnerot an.
Nach dem Krieg bewegte sich Monnerot anfangs im Umfeld der Gaullisten. Er nahm eine stark antikommunistische Position ein und veröffentlichte 1949 sein Hauptwerk, Soziologie des Kommunismus, für das er auf seinen religionswissenschaftlichen Hintergrund zurückgriff. Für Monnerot war der Kommunismus, so der erste Satz des Buches, „der „Islam“ des 20. Jahrhunderts“. Er galt als einer der führenden europäischen Kommunismus-Experten. 1951 beriet er das deutsche Bundesverfassungsgericht in Karlsruhe beim Verbotsverfahren gegen die KPD. Monnerot sagte sich von den Gaullisten los und agierte Ende der 1950er Jahre in nationalistischen und monarchistischen Kreisen. Seine politische Laufbahn endete schließlich im führenden politischen Beratungsstab der rechtsextremen französischen Partei Front National, die er jedoch kurz vor seinem Tod wegen politischer und persönlicher Querelen mit dem Parteichef Jean-Marie Le Pen und dem Generalsekretär Bruno Mégret wieder verließ.

## Publikationen (Auswahl in deutscher Sprache)
- Jules Monnerot: Zur Genealogie der Kommunistischen Partei. Aus: Sociologie du Communisme, Gallimard, Paris 1949. In: Merkur 45, Jg. 5, H. 11, 1951, S. 1077–1090.
- Jules Monnerot: Der Krieg, um den es geht. Übersetzung: Hans Naumann. Verlag: Kiepenheuer & Witsch. Köln 1951.
- Jules Monnerot: Soziologie des Kommunismus. Übersetzung: Max Bense, Elisabeth Walther, Hans Naumann. Verlag: Kiepenheuer & Witsch. Köln 1952.